# Ascididemina
La Ascididemina es un alcaloide aislado de varios tunicados de Okinawa: Didemnum sp., Cystodytes delle chiajei, Didemnum rubeum y de un tunicado de las Seychelles del género Eudistoma sp. Es soluble en metanol y acetato de etilo. UV: [neutral]λmax220 (ε49500) ;248 (ε48000) ;273 (ε27500) ;298 (ε17000) ;308 (ε15700) ;340 (ε11300) ;377 (ε13600) ( MeOH) [neutral]λmax220;247;270;308;340;375 ( EtOH).

## Actividad biológica
Exhibe una potente actividad antineoplástica.  También es un agente de liberación de calcio. Es un intercalador y agente de ruptura de ADN. 

## Síntesis
Moody y colaboradores sintetizaron la ascididemina a partir de anilina y 5,6-epoxi-5,6-dihidro-1,10-fenantrolina de acuerdo al siguiente esquema sintético:
a)Sustitución nucleófila entre la anilina y el epóxido para formar el 6-(fenilamino)-5,6-dihidro-1,10-fenantrolin-5-ol como producto en presencia de trietiluro de aluminio (Et3Al).
b)Oxidación de la anilina para formar la base de Schiff y el alcohol para formar la cetona en presencia de permanganato de bario .
c)Fotociclización en presencia de ácido sulfúrico.